# Lijst van presidenten van Libanon
Deze pagina bevat een lijst van alle presidenten van Libanon.
Het ambt van de president is in Libanon voorbehouden aan een maronitische christen. Voor meer informatie: zie Politiek in Libanon. De verkiezing gebeurt door stemming in de Nationale Assemblee en dus niet rechtstreeks.

## Presidenten van Libanon (1926-heden)

### Voor de onafhankelijkheid (1926-1943)
| President | President                                        | Ambtstermijn          | Ambtstermijn          |                 |
| --------- | ------------------------------------------------ | --------------------- | --------------------- | --------------- |
|           | Charles Debbas (1885–1935)                       | 1 september 1926      | 2 januari 1934        | Grieks-orthodox |
|           | Privat-Antoine Aubouard (1874–1934) (waarnemend) | 2 t/m 30 januari 1934 | 2 t/m 30 januari 1934 | Christen        |
|           | Habib Pacha Es-Saad (1867–1942)                  | 30 januari 1934       | 20 januari 1936       | Maroniet        |
|           | Emile Edde (1886–1949)                           | 20 januari 1936       | 4 april 1941          | Maroniet        |
|           | Pierre-Georges Arlabosse (waarnemend)            | 4 t/m 9 april 1941    | 4 t/m 9 april 1941    | Christen        |
|           | Alfred Georges Naqqache (1887–1978)              | 9 april 1941          | 18 maart 1943         | Maroniet        |
|           | Ayub Thabit (1887–1978) (acting)                 | 19 maart 1943         | 21 juli 1943          | Protestant      |
|           | Petro Trad (1876–1947)                           | 22 juli 1943          | 30 september 1943     | Grieks-orthodox |

### Na de onafhankelijkheid (allenMaronieten[2]) (1943-heden)
| President                                       | President                                                                | Ambtstermijn             | Ambtstermijn             |
| ----------------------------------------------- | ------------------------------------------------------------------------ | ------------------------ | ------------------------ |
|                                                 | Bechara El Khouri (1890-1964)                                            | 21 september 1943        | 11 november 1943         |
|                                                 | Emile Edde (1886–1949)                                                   | 11 t/m 22 november 1943  | 11 t/m 22 november 1943  |
|                                                 | Bechara El Khouri (1890-1964)                                            | 22 november 1943         | 18 september 1952        |
|                                                 | Fouad Chehab (1902-1973) (waarnemend)                                    | 18 t/m 22 september 1952 | 18 t/m 22 september 1952 |
|                                                 | Camille Chamoun (1900-1987)                                              | 23 september 1952        | 22 september 1958        |
|                                                 | Fouad Chehab (1902-1973)                                                 | 23 september 1958        | 22 september 1964        |
|                                                 | Charles Helou (1913-2001)                                                | 23 september 1964        | 22 september 1970        |
|                                                 | Suleiman Frangieh (1910-1992)                                            | 23 september 1970        | 22 september 1976        |
|                                                 | Elias Sarkis (1924-1985)                                                 | 23 september 1976        | 22 augustus 1982         |
|                                                 | Bashir Gemayel (1947-1982)                                               | 23 augustus 1982         | 14 september 1982        |
|                                                 | Amin Gemayel (1942)                                                      | 23 september 1982        | 22 september 1988        |
|                                                 | Selim al-Hoss (1929-2024) (waarnemend; internationaal erkend) (soenniet) | 23 september 1988        | 5 november 1989          |
|                                                 | Michel Aoun (1933) (waarnemend; internationaal niet erkend)              | 22 september 1988        | 13 oktober 1990          |
|                                                 | René Moawad (1925-1989)                                                  | 5 t/m 22 november 1989   | 5 t/m 22 november 1989   |
|                                                 | Selim al-Hoss (1929-2024) (waarnemend; internationaal erkend)            | 22 t/m 24 november 1989  | 22 t/m 24 november 1989  |
|                                                 | Elias Hrawi (1925-2006)                                                  | 24 november 1989         | 24 november 1998         |
|                                                 | Emile Lahoud (1936)                                                      | 24 november 1998         | 23 november 2007         |
| vacant vanaf 23 november 2007 tot 25 mei 2008   |                                                                          |                          |                          |
|                                                 | Michel Suleiman (1948)                                                   | 25 mei 2008              | 25 mei 2014              |
| vacant vanaf 25 mei 2014 tot 29 oktober 2016    |                                                                          |                          |                          |
|                                                 | Michel Aoun (1933)                                                       | 29 oktober 2016          | 30 oktober 2022          |
| vacant vanaf 30 oktober 2022 tot 9 januari 2025 |                                                                          |                          |                          |
|                                                 | Joseph Aoun (1964)                                                       | 9 januari 2025           | heden                    |

## Verwijzingen
1. 1 2  Denominatie vooralsnog niet bekend
2. ↑  Met uitzondering van Selim al-Hoss